# Lékařská fakulta

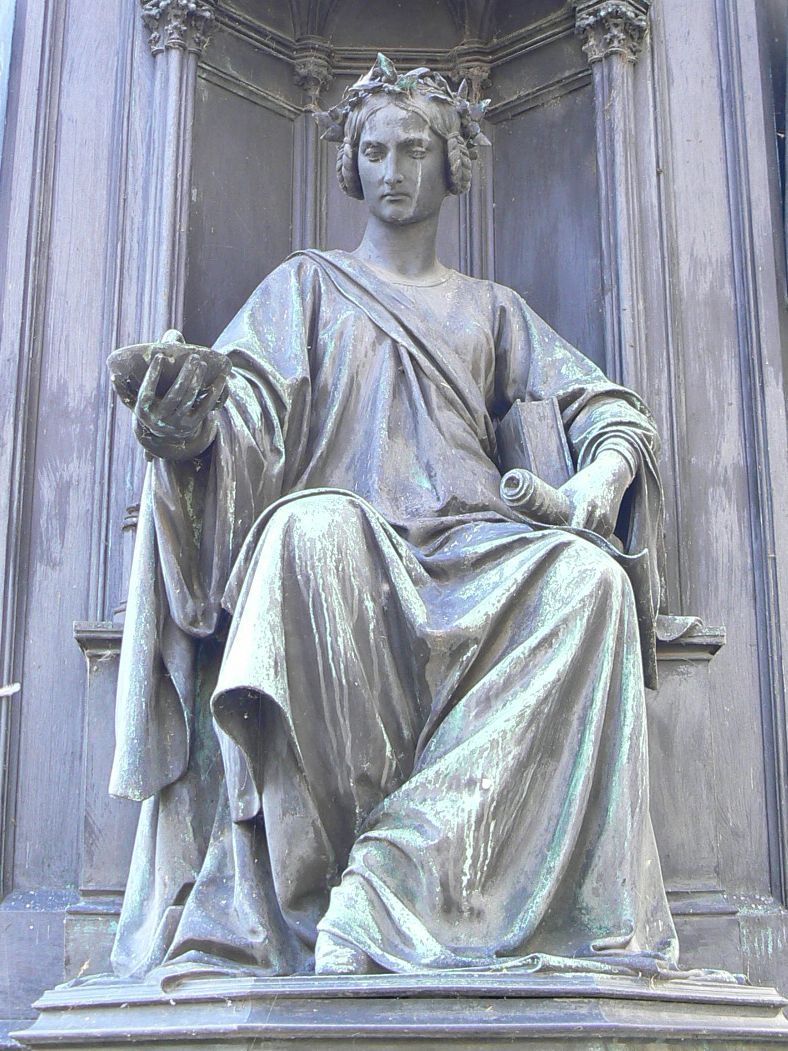
Personifikace Lékařské fakulty (výzdoba podstavce sochy Karla IV. na Křižovnickém náměstí v Praze)

Lékařská fakulta je fakulta specializující se na výuku lékařství a souvisejících oborů.
Ve středověku byla lékařská fakulta vedle fakulty teologické a právnické jednou ze tří základních odborných fakult tehdejších univerzit, pro její absolvování však bylo třeba nejdříve navštěvovat fakultu artistickou.

## Česká republika
V České republice v současné době existuje celkem 10 lékařských fakult (z toho jedna zvěrolékařská):
- 1. lékařská fakulta Univerzity Karlovy
- 2. lékařská fakulta Univerzity Karlovy
- 3. lékařská fakulta Univerzity Karlovy
- Lékařská fakulta v Plzni Univerzity Karlovy
- Lékařská fakulta v Hradci Králové Univerzity Karlovy
- Lékařská fakulta Masarykovy univerzity
- Lékařská fakulta Univerzity Palackého
- Lékařská fakulta Ostravské univerzity
- Vojenská lékařská fakulta Univerzity obrany
- Fakulta veterinárního lékařství Veterinární univerzity Brno